# Wing Toy
Wing Toy è un film muto del 1921 diretto da Howard M. Mitchell. La sceneggiatura di Thomas Dixon Jr. si basa su un soggetto per il cinema firmato da Pearl Doles Bell.

Prodotto e distribuito dalla Fox Film Corporation, il film aveva come interpreti Shirley Mason, Raymond McKee, Edward McWade, Harry Northrup, Betty Schade, Scott McKee.

## Trama

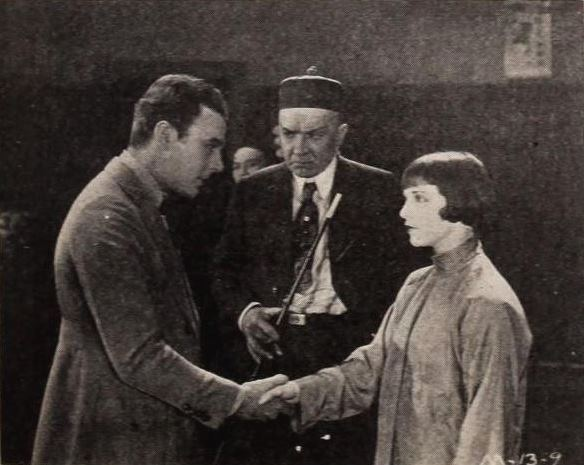
Raymond McKee, attore non identificato e Shirley Mason

Al compimento del suo sedicesimo anno d'età, Wing Toy viene a sapere di essere la figlia di un cinese e di un'americana e che, da bambina, era stata affidata a Wong, un lavandaio cinese, da un ex detenuto conosciuto come "la Talpa". Wong, per poterle dare una sistemazione migliore, l'aveva in seguito promessa in matrimonio - quando lei avrebbe raggiunto la maggiore età - a Yen Low, un signore del crimine. L'uomo, potente e senza scrupoli, per poterla sposare ha intenzione di divorziare da White Lily, la moglie americana. Tenuta prigioniera, Wing Toy viene liberata con l'intervento del reporter Bob Harris, che è innamorato di lei. Intanto, White Lily, per vendicarsi del marito che la vuole lasciare, lo uccide. La sua morte scioglie definitivamente da ogni impegno Wing Toy che, avendo poi appreso di essere in realtà la figlia del procuratore distrettuale, è libera di amare Bob Harris non avendo più l'ostacolo razziale a dividerli.

## Produzione
Il film fu prodotto dalla Fox Film Corporation.

## Distribuzione
Il copyright del film, richiesto da William Fox, fu registrato il 30 gennaio 1921 con il numero LP16112. Nello stesso giorno, il film uscì nelle sale statunitensi distribuito dalla Fox Film Corporation.
Non si conoscono copie ancora esistenti della pellicola che viene considerata presumibilmente perduta.